# Santos Brasil Tennis Cup
Il Santos Brasil Tennis Cup è un torneo professionistico maschile di tennis giocato sulla terra rossa che fa parte dell'ATP Challenger Tour. Inaugurato nel 2024 al Tenis Clube de Santos di Santos, in Brasile, il torneo fa parte della categoria Challenger 50. 

## Albo d'oro

### Singolare
| Anno | Campione                      | Finalista                    | Punteggio     |
| ---- | ----------------------------- | ---------------------------- | ------------- |
| 2025 | Álvaro Guillén Meza           | Matheus Pucinelli de Almeida | 6–3, 7–6(12)  |
| 2024 | Alejo Lorenzo Lingua Lavallén | Hady Habib                   | 4–6, 6–4, 6–3 |

### Doppio
| Anno | Campioni                                | Finalisti                     | Punteggio           |
| ---- | --------------------------------------- | ----------------------------- | ------------------- |
| 2025 | Pedro Boscardin Dias Gonzalo Villanueva | Boris Arias Federico Zeballos | 6–2, 6(3)–7, [10–7] |
| 2024 | Roy Stepanov Andrés Urrea               | Hady Habib Trey Hilderbrand   | walkover            |